# Уимблдонский турнир 2019
Уимблдонский турнир 2019 — 133-й розыгрыш ежегодного профессионального теннисного турнира серии Большого шлема, проводящегося в Уимблдоне (Лондон, Великобритания) на кортах местного Всеанглийского клуба лаун-тенниса и крокета. Традиционно определяются победители соревнования в девяти разрядах: в пяти — у взрослых и четырёх — у старших юниоров.
В 2019 году матчи основных сеток проходили с 1 по 14 июля.

## Общая информация

### Изменения в правилах
После того, как в полуфинале мужского одиночного разряда в 2018 году Кевин Андерсон и Джон Иснер закончили последний сет со счётом 26:24, а второй полуфинал между Новаком Джоковичем и Рафаэлем Надалем доигрывался на следующий день из-за временного ограничения игр до 23:00, был введён тай-брейк в решающем сете при счёте 12:12 во всех разрядах.

### Рейтинговые очки

#### Взрослые
Ниже представлено распределение рейтинговых очков теннисистов на Уимблдонском теннисном турнире.
| Разряд            | Титул | Финал | Полуфинал | Четвертьфинал | 1/8 финала | 1/16 финала | 1/32 финала | 1/64 финала | Победа в квалификации | Финал квалификации | Второй круг квалификации | Первый круг квалификации |
| Мужской одиночный | 2000  | 1200  | 720       | 360           | 180        | 90          | 45          | 10          | 25                    | 16                 | 8                        | 0                        |
| Мужской парный    | 2000  | 1200  | 720       | 360           | 180        | 90          | 0           | н/д         | н/д                   | н/д                | н/д                      | н/д                      |
| Женский одиночный | 2000  | 1300  | 780       | 430           | 240        | 130         | 70          | 10          | 40                    | 30                 | 20                       | 2                        |
| Женский парный    | 2000  | 1300  | 780       | 430           | 240        | 130         | 10          | н/д         | н/д                   | н/д                | н/д                      | н/д                      |

| \| Разряд \| Титул \| Финал \| Полуфинал \| Четвертьфинал \| 1/8 финала \| 1/16 финала \| Победа в квалификации \| Финал квалификации \| \| Юноши, одиночный \| 375 \| 270 \| 180 \| 120 \| 75 \| 30 \| 25 \| 20 \| \| Девушки, одиночный \| 375 \| 270 \| 180 \| 120 \| 75 \| 30 \| 25 \| 20 \| \| Юноши, парный \| 270 \| 180 \| 120 \| 75 \| 45 \| н/д \| н/д \| н/д \| \| Девушки, парный \| 270 \| 180 \| 120 \| 75 \| 45 \| н/д \| н/д \| н/д \| |       |       |           |               |            |             |                       |                    |
| Разряд | Титул | Финал | Полуфинал | Четвертьфинал | 1/8 финала | 1/16 финала | Победа в квалификации | Финал квалификации |
| Юноши, одиночный | 375   | 270   | 180       | 120           | 75         | 30          | 25                    | 20                 |
| Девушки, одиночный | 375   | 270   | 180       | 120           | 75         | 30          | 25                    | 20                 |
| Юноши, парный | 270   | 180   | 120       | 75            | 45         | н/д         | н/д                   | н/д                |
| Девушки, парный | 270   | 180   | 120       | 75            | 45         | н/д         | н/д                   | н/д                |

### Призовые деньги
| Разряд             | Титул      | Финал      | Полуфинал | Четвертьфинал | 1/8 финала | 1/16 финала | 1/32 финала | 1/64 финала | Финал квалификации | Второй круг квалификации | Первый круг квалификации |
| Одиночный          | £2 200 000 | £1 100 000 | £550 000  | £275 000      | £147 000   | £90 000     | £57 000     | £35 000     | £17 500            | £8 750                   | £4 375                   |
| Парный *           | £400 000   | £200 000   | £100 000  | £50 000       | £26 500    | £16 500     | £10 750     | н/д         | н/д                | н/д                      | н/д                      |
| Смешанный парный * | £100 000   | £50 000    | £25 000   | £12 000       | £6 000     | £3 000      | £1 500      | н/д         | н/д                | н/д                      | н/д                      |

* на двоих игроков

### Сеянные игроки

#### Мужской одиночный разряд
Посев теннисистов определялся по их показателям на травяных кортах по следующей формуле:
• Количество очков по состоянию на 24 июня 2019 года;
• 100 % очков, заработанных на траве в 2019 году;
• 75 % очков, заработанных на лучших травяных турнирах в период с 26 июня 2017 года по 24 июня 2018 года.
Позиция и очки определялись по рейтингу 1 июля 2019 года.

#### Женский одиночный разряд
Посев теннисисток был определён по рейтингу 24 июня 2019 года.

## Чемпионы

### Взрослые

#### Мужчины. Одиночный разряд
Новак Джокович —  Роджер Федерер — 7-6(5) 1-6 7-6(4) 4-6 13-12(3)
- Шестой финал Уимблдона для Джоковича и пятая победа.
- 12-й финал Уимблдона для Федерера и четвёртое поражение.
- Третий финал Уимблдона между Джоковичем и Федерером после 2014 и 2015 годов и третья победа Джоковича.
- В пятом сете при счёте 8-7 Федерер подавал на матч и имел двойной матчбол.
- 25-й финал турниров Большого шлема для Джоковича (16 побед — 9 поражений).
- 31-й и последний финал турниров Большого шлема для Федерера (20 побед — 11 поражений).

#### Женщины. Одиночный разряд
Симона Халеп обыграла  Серену Уильямс — 6-2 6-2.
- Представительница Румынии впервые играла в финале Уимблдона в одиночном разряде.
- Для Халеп это пятый финал турнира Большого шлема и вторая подряд победа после трёх поражений (ранее она побеждала на Открытом чемпионате Франции 2018 года).
- Уильямс 11-й раз играла в финале Уимблдона в одиночном разряде (7 побед — 4 поражения).
- Для Уильямс это 32-й финал турнира Большого шлема в одиночном разряде (23 победы — 9 поражений).
- Для Уильямс это 50-й финал турниров Большого шлема во всех разрядах (39 побед — 11 поражений).

#### Мужчины. Парный разряд
Хуан Себастьян Кабаль /  Роберт Фара обыграли  Николя Маю /  Эдуара Роже-Васслена — 6-7(5) 7-6(5) 7-6(6) 6-7(5) 6-3.
- Первый титул на турнирах Большого шлема в мужском парном разряде для Кабаля и Фары.
- Второй совместный финал на турнирах Большого шлема для Кабаля и Фары, ранее они проиграли финал Открытого чемпионата Австралии 2018 года.
- Второй парный финал Уимблдона для Маю, в 2016 году он победил вместе с Пьером-Югом Эрбером.
- Второй парный финал Уимблдона для Роже-Васслена, в 2016 году он проиграл вместе с Жюльеном Беннето.
- Седьмой финал турниров Большого шлема в парном разряде для Маю (3 победы — 4 поражения).

#### Женщины. Парный разряд
Барбора Стрыцова /  Се Шувэй обыграли  Габриэлу Дабровски /  Сюй Ифань — 6-2 6-4.
- Первый финал и первая победа 33-летней Стрыцовой на турнирах Большого шлема во всех разрядах среди взрослых.
- Стрыцова побеждала на Уимблдонском турнире в парном разряде среди девушек в 2002 году.
- Се Шувэй ранее побеждала на Уимблдоне в этом разряде вместе с Пэн Шуай в 2013 году.
- Первый финал для Сюй Ифань на турнирах Большого шлема во всех разрядах.
- Первый финал для Дабровски на турнирах Большого шлема в женском парном разряде (ранее она 4 раза играла в финалах микста).

#### Смешанный парный разряд
Иван Додиг /  Латиша Чан обыграли  Роберта Линдстедта /  Елену Остапенко — 6-2 6-3.
- Додиг и Чжань выиграли второй турнир Большого шлема подряд после Открытого чемпионата Франции 2019 года. Также они побеждали на Открытом чемпионате Франции 2018 года.
- Для Додига это седьмой финал турниров Большого шлема во всех разрядах (4 победы — 3 поражения).
- Для Чан это восьмой финал турниров Большого шлема во всех разрядах (4 победы — 4 поражения).

### Юниоры

#### Юноши. Одиночный турнир
Синтаро Мотидзуки обыграл  Карлоса Химено Валеро — 6-3 6-2.

#### Девушки. Одиночный турнир
Дарья Снигур обыграла  Алексу Ноэль — 6-4 6-4.

#### Юноши. Парный турнир
Иржи Легечка /  Йонас Форейтек обыграли  Лиама Драксля /  Говинда Нандаа со счётом 7-5, 6-4.

#### Девушки. Парный турнир
Саванна Броудес /  Абигейл Форбс обыграли  Камиллу Бартоне /  Оксану Селехметьеву со счётом 7-5, 5-7, 6-2.